# Nhiệt điện Tuoketuo
Nhà máy nhiệt điện Tuoketuo (tiếng Trung 托克托电厂) là nhà máy nhiệt điện than lớn nhất thế giới với công suất lắp đặt 6720 MW. Nhà máy được đặt tại huyện Togtoh, Hohhot, Nội Mông, Trung Quốc. Nhà máy bắt đầu vận hành vào tháng 11 năm 1995 bởi Công ty điện lực Tuoketuo.

## Cung cấp nhiên liệu
Nhà máy điện khai thác than từ mỏ than Junggar.